# Videojuego de combinación de fichas

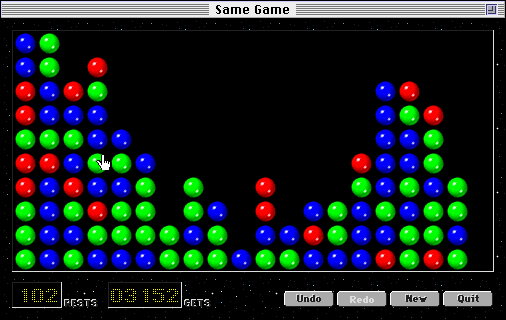
SameGame se lanzó en 1985 y desde entonces se ha adaptado a muchas plataformas. El jugador selecciona un grupo de bloques del mismo color para hacerlos desaparecer de la cuadrícula, y los bloques sin soporte caen hacia abajo.

Un videojuego de combinación de fichas (en inglés, Tile-matching game) es un tipo de videojuego de lógica en el cual el jugador manipula fichas con el objetivo de hacerlas desaparecer siguiendo un criterio de coincidencia. En muchos de estos juegos, el criterio implica colocar un número específico de fichas del mismo tipo de manera que queden adyacentes entre sí. Este número suele ser tres, y por eso también se les conoce como Combina 3 (en inglés, Match-3 o Match-three).
El principal desafío de los juegos de unir fichas radica en la identificación de patrones en un tablero aparentemente caótico. Sus raíces se encuentran en los juegos de rompecabezas de la década de 1980, como Tetris, Chain Shot! (SameGame) y Puzznic. Estos juegos de combinar fichas ganaron popularidad en la década de 2000, ya sea como juegos casuales distribuidos o jugados a través de Internet, destacando especialmente la serie de juegos Bejeweled. Desde entonces, han mantenido su popularidad, y el juego Candy Crush Saga se convirtió en el más jugado en Facebook en 2013.
Los juegos de combinar fichas abarcan una amplia variedad de elementos de diseño, mecánicas y experiencias de juego. Incluyen tanto juegos puramente por turnos como aquellos que incorporan elementos de acción de estilo arcade, como presión temporal, disparos o coordinación ojo-mano. La mecánica de combinar fichas también se presenta como una característica secundaria en algunos juegos más extensos. Por lo tanto, el investigador de videojuegos Jesper Juul sostiene que la combinación de fichas es más una mecánica de juego que un género de juego independiente.

## Historia
El mecanismo de unir piezas en un juego para hacerlas desaparecer es una característica que se encuentra en muchos juegos no digitales, como el solitario Mahjong y el solitario de cartas. El investigador de videojuegos Jesper Juul traza la historia de los videojuegos de combinación de fichas hasta los primeros rompecabezas Tetris y Chain Shot (posteriormente conocido como SameGame), publicados en 1984 y 1985, respectivamente. Aunque ambos son juegos de rompecabezas, difieren en aspectos clave de diseño, como la presión del tiempo, la manipulación de fichas y los criterios de resolución. Aunque es posible que haya habido videojuegos anteriores con mecánicas de combinación de fichas, Juul afirmó que el éxito comercial de Tetris y Chain Shot! estableció la popularidad de los juegos de rompecabezas. Esto condujo a una segunda generación de juegos influyentes, como Puzznic, Columns, Dr. Mario y Plotting, que se publicaron en 1989 y 1990. Otro de los primeros juegos de parejas al estilo Mahjong fue Shanghai (1986). La popularidad del género de rompecabezas creció aún más cuando Nintendo incluyó la versión de Game Boy de Tetris con el sistema portátil Game Boy en sus lanzamientos en Norteamérica y Europa en 1989. Este juego contribuyó significativamente a las ventas del sistema portátil, convirtiéndolo en una aplicación excelente y vendiendo más de 35 millones de copias durante la vida útil de Game Boy. Dado que atrajo a jugadores que normalmente no participaban en videojuegos, Tetris se considera uno de los primeros juegos casuales.
La popularidad de los juegos de rompecabezas a fines de la década de 1980 continuó generando nuevos títulos en el mercado, generalmente basados en ideas introducidas en estos primeros juegos. Juegos que se basaron en la mecánica de Dr. Mario incluyen Puyo Puyo (1991), Baku Baku Animal (1995) y Puzzle Fighter (1996). Basándose en la mecánica de disparo introducida en Plotting, Dr. Mario también influyó en Puzzle Bobble (1994), que a su vez inspiró Puzz Loop (1998), Hexic y Zuma (2003) y Luxor (2005). Columns sirvió como base para una línea de desarrollo de juegos de combinación de fichas que implicaban mover o intercambiar fichas. Esto incluye títulos como Yoshi's Cookie (1992) y Panel de Pon (1995), que introdujo la mecánica de intercambio. Puzzled incluía juegos multijugador y se lanzó para la consola Neo Geo ese mismo año. En 1994, se lanzaron BreakThru! y Gururin, con FlipOut! y Vid Grid lanzados al año siguiente. Hebereke's Popoitto se lanzó en 1995 e incluía un modo competitivo para dos jugadores. Sega Swirl para dispositivos portátiles se lanzó en 1999, y Microsoft incluyó Jawbreaker en Windows Mobile 2003.
Varios modos multijugador, tanto locales como en línea, hicieron su aparición en los primeros juegos de combinación de fichas, como Columns y Dr. Mario, y posteriormente en TetriNET (1997) y Tetris Worlds (2001). Estos modos multijugador incorporaron elementos de carrera y competencia, ya que los jugadores podían atacar a sus oponentes de diversas maneras, generando desafíos más difíciles para sus contrincantes.
El primero de lo que en algún momento se conoció como juegos de "combinar tres", donde el objetivo es crear grupos de tres o más elementos idénticos en una cuadrícula, fue Shariki (1994). Este juego allanó el camino para el exitoso Bejeweled (2001), que se convirtió en una serie de gran éxito e inspiró muchos juegos similares, incluyendo Zoo Keeper (2003), Big Kahuna Reef (2004), Jewel Quest (2004) y Chuzzle (2005). Juegos posteriores como Tidalis (2010) desarrollaron aún más la idea con 20 modos de juego y el objetivo de crear la cadena más larga posible de colores coincidentes.

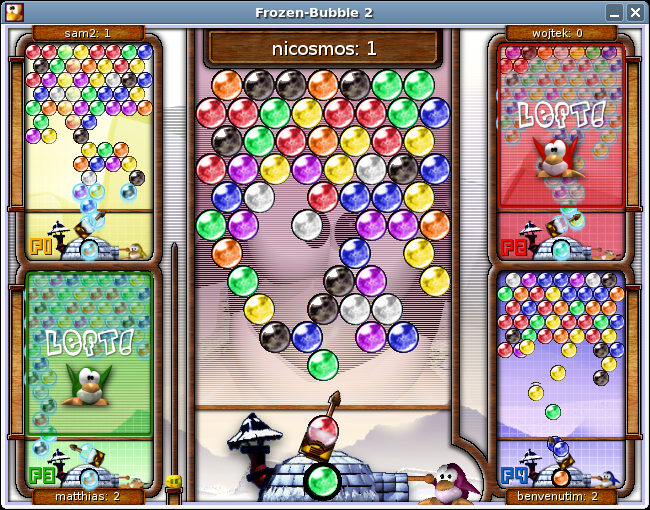
Burbuja congelada

Hacia 2010, surgieron nuevas tendencias en los juegos de combinar fichas, impulsadas en gran medida por la creciente popularidad de los juegos móviles. Antes de 2012, la mayoría de los juegos de unir fichas carecían de un objetivo final claro, desafiando al jugador a prolongar su partida el mayor tiempo posible o hasta que el tablero alcanzara un estado donde ya no fuera posible realizar más movimientos, como en el caso del Tetris, donde las fichas se acumulaban más allá de cierto punto en el tablero. King, una empresa que ya había creado juegos similares de combinación de fichas para plataformas basadas en navegador, adoptó un enfoque diferente con su primera aplicación móvil, Bubble Witch Saga. Este juego presentaba una mecánica orientada a rompecabezas al estilo de Puzzle Bobble, pero incorporaba restricciones finitas en la cantidad de movimientos que el jugador podía realizar. Los jugadores debían establecer objetivos, como obtener una puntuación específica o limpiar el tablero, lo que permitió la creación de numerosos niveles que podían completarse rápidamente, haciendo que el juego fuera ideal para jugadores móviles. Además, se implementó un modelo de microtransacción que ofrecía mejoras y potenciadores temporales para superar niveles más difíciles. Este enfoque resultó enormemente exitoso, y King lo aplicó nuevamente en el juego de combinación de fichas Candy Crush Saga en 2012, inspirado a su vez en Bejeweled. Candy Crush Saga se convirtió en uno de los juegos para móviles más exitosos desde el punto de vista económico, estableciendo un nuevo tipo de juego de combinación de fichas que se caracterizaba por dividir los niveles y establecer objetivos a alcanzar en un número limitado de movimientos. Este modelo de "saga" también se extendió a otros géneros de juegos móviles. 
La segunda innovación en los juegos de unir fichas fue la integración de su mecánica en otros géneros. Uno de los primeros juegos de este tipo fue Puzzle Quest: Challenge of the Warlords, lanzado en 2008. Aunque se basa en un juego de combinación de fichas similar a Bejeweled, Puzzle Quest añadió elementos de un juego de rol de computadora. Los jugadores se turnaban para enfrentarse a un oponente de la computadora, realizando combinaciones en un tablero de juego compartido. Los tipos de fichas emparejadas representaban elementos del juego de rol, como ataques, defensa y magia, que el jugador utilizaba para combatir a su enemigo actual, expandiendo así el juego principal. Este componente permitía que el jugador mejorara su personaje y adquiriera equipo que mejoraba el valor de las fichas combinadas o creaba efectos especiales en el tablero de fichas, como eliminar todas las fichas de un tipo específico. Puzzle Quest fue muy exitoso y dio lugar a numerosos juegos que incorporan la combinación de fichas como parte de un sistema de batalla.
Si bien no está directamente influenciado por Puzzle Quest, Puzzle & Dragons en 2012 fue otro título móvil exitoso que utilizó la parte del juego de emparejar fichas para acciones relacionadas con el combate.  Tanto Push Panic como Heroes of Kalevala llegaron en 2010. En 2011 se lanzó New Puzzle Bobble para iOS, mientras que Bubble Safari, Ruby Blast, Gems with Friends y Puzzle & Dragons se lanzaron por primera vez en 2012. Juice Cubes, Tower of Saviors, Alien Hive, Marvel Puzzle Quest, Jelly Splash y Doctor Who: Legacy se lanzaron para dispositivos móviles a partir de 2013. En 2015 se lanzaron Dragon Ball Z: Dokkan Battle, Ironcast, HuniePop, Hex Frvr y Sailor Moon Drops . En 2016, millones de jugadores iniciaban sesión en títulos como Gardenscapes: New Acres . El género sigue atrayendo a los jugadores, con numerosos títulos, incluidos Boost Beast (2017), Dr. Mario World y Crystal Crisis (2019), entre los más recientes.
Siguen apareciendo numerosos juegos casuales de combinación de fichas, y su desarrollo se caracteriza por una evolución gradual. En este proceso, los nuevos juegos generalmente realizan cambios pequeños, si es que los hacen, a una fórmula conocida de juegos anteriores. En el mercado altamente competitivo de juegos casuales descargables, las nuevas incorporaciones deben ser lo suficientemente familiares para atraer a los jugadores de juegos previos, pero al mismo tiempo lo suficientemente innovadoras para distinguirse de sus predecesores. Esto lleva a los desarrolladores, según Juul, a "intentar simultáneamente innovar y clonarse unos a otros".

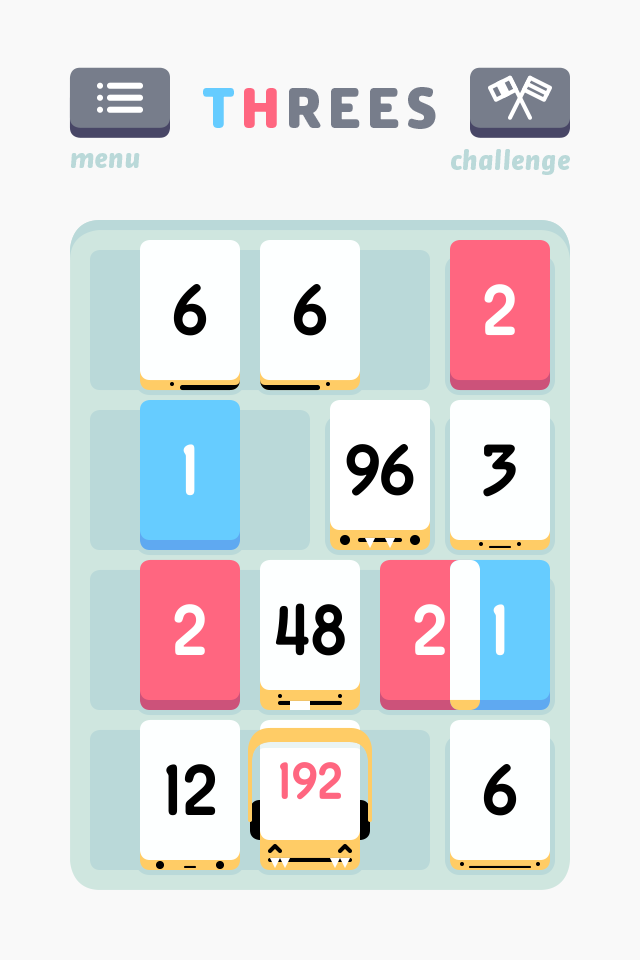
Juego de rompecabezas estilo fusión, Threes, donde los jugadores deslizan fichas para fusionar fichas de igual valor en valores más grandes.

Surge un nuevo estilo de juego de combinación de fichas a partir de títulos como Triple Town (2010), 2048 (2014) y Threes (2014), comúnmente denominados juegos de estilo fusionado. En estos juegos, el jugador puede colocar fichas en un área limitada o manipularlas, deslizándolas en una dirección específica. El objetivo es unir dos, tres o más fichas del mismo tipo, lo que fusiona esas fichas coincidentes en una sola con un valor diferente, que luego se puede combinar aún más.
Por ejemplo, en 2048, los jugadores reciben bloques aleatorios con números 2 o 4 y deben hacer coincidir dos bloques del mismo número para generar nuevos bloques con valores múltiplos de 2. El objetivo es alcanzar un bloque con el valor 2048 (2^11) o superior. Aunque la mecánica de fusión ya formaba parte de otros videojuegos desde El dilema de Darwin en 1990, el género experimentó un impulso significativo tras el éxito de Threes en plataformas móviles. 

## Características
Los juegos de combinación de fichas que se desarrollan en un entorno ficticio generalmente se basan en una ficción de tono "brillante y positivo", en contraste con el trasfondo bélico de los juegos de estrategia o el entorno de fantasía de los juegos multijugador masivo. 
La mecánica del juego de combinar fichas se ha fusionado con otras mecánicas para producir una amplia variedad de experiencias de juego de rompecabezas. En esta sección, se analizan varias de estas mecánicas.

### Limitaciones de juego
Los primeros juegos de rompecabezas, como Tetris, tenían una mecánica de tiempo, lo que significa que se añadían nuevas fichas de manera continua y el jugador estaba bajo presión para hacer combinaciones antes de que el tablero se llenara. La tasa de adición de fichas a menudo aumentaba para intensificar el desafío, especialmente en juegos más prolongados.
Los juegos sin límite de tiempo, en los que se añaden nuevas fichas solo después de que el jugador ha realizado un movimiento, solían ser la excepción, aunque el juego Chain Shot de 1985 ya tenía un modo sin tiempo. En estos modos, el jugador puede seguir realizando combinaciones hasta llegar a un estado en el que ya no se pueden realizar más movimientos, momento en el cual se considera que el juego ha terminado. La adición de un modo sin tiempo a Bejeweled! fue parte integral del éxito de ese juego y una de sus influencias más significativas en juegos posteriores, ya que hizo que el juego fuera más accesible para jugadores menos experimentados.
Con la llegada de Candy Crush Saga, se introdujeron juegos con niveles que tenían límites en el número de movimientos disponibles. En estos niveles, el jugador puede enfrentarse al desafío de alcanzar una puntuación específica, combinar un número suficiente de fichas de un color particular antes de quedarse sin turnos, o de lo contrario, tendría que reiniciar y completar el nivel de nuevo.

### Disposición, manipulación y combinación de mosaicos.
Las baldosas pueden colocarse tanto en una superficie horizontal como vertical, es decir, apiladas una sobre otra y cayendo cuando se retiran las baldosas inferiores. En el segundo escenario, en juegos como Tetris o Dr. Mario, se puede mover o rotar las nuevas fichas a medida que caen desde la parte superior del área de juego. Por otro lado, en juegos como Yoshi's Cookie, solo se permite la manipulación de fichas que ya han caído. 
Panel de Pon introdujo el mecanismo de intercambio de fichas, mientras que Bejeweled popularizó este concepto, permitiendo que las fichas se movieran al intercambiar la posición de dos fichas adyacentes. Otra técnica común de manipulación de fichas implica que el jugador dispare las fichas en el tablero, como se ve en juegos como Plotting y sus sucesores, incluido Zuma. El primer método, que solo permite movimientos que crean coincidencias, resulta en un estilo de juego más estratégico y reflexivo. En cambio, el segundo método requiere coordinación ojo-mano y habilidades de reconocimiento de patrones, generando un estilo de juego más frenético. 

### Puntuación
En la mayoría de los juegos de emparejar fichas, los jugadores acumulan puntos por cada partida. Se otorgan puntuaciones más elevadas en partidas más desafiantes, como aquellas en las que hay un mayor número de fichas similares. Algunos juegos de fichas implementan la mecánica donde, al combinar y eliminar fichas, las piezas superiores caen para llenar el espacio vacío, como se observa en Bejeweled y Candy Crush Saga. Esto abre la posibilidad de realizar partidos adicionales y crear combos de puntuación, siendo los emparejamientos posteriores valorados con puntajes más altos.

### Victoria y perdida
Algunos juegos lanzan fichas de manera aleatoria, mientras que otros siguen algoritmos específicos. En la mayoría de los juegos de combinación de fichas, se incorporan fichas nuevas al azar al tablero de manera constante, ya sea en turnos sucesivos o en tiempo real. Este proceso puede prolongarse indefinidamente o durante un periodo de tiempo o un número determinado de turnos.
El jugador debe eliminar de manera constante las fichas recién agregadas mediante la combinación. El juego puede concluir con una derrota cuando el tablero se llena de fichas o ya no hay más coincidencias posibles. También puede finalizar con una victoria si el jugador logra despejar el tablero o alcanza una puntuación específica.

## Significado
El interés en los juegos de emparejar fichas experimentó cambios significativos según una encuesta citada por Juul. En 2004, entre los videojuegos casuales descargables, estos juegos ocuparon el segundo lugar en popularidad. Sin embargo, al año siguiente, en 2005, se convirtieron en el tipo de juego más popular con una diferencia notable. A partir de entonces, su popularidad comenzó a declinar: en 2006 y 2007 descendieron al cuarto lugar entre varios géneros de juegos, y para 2008, un editor de juegos los calificó como un género "nicho". A pesar de esta disminución en popularidad en algunas plataformas, los juegos de emparejar fichas encontraron una nueva vida al migrar a canales de distribución más accesibles y ubicuos, como los teléfonos celulares y los teléfonos inteligentes. Esta migración les permitió llegar a un público más amplio, ya que se suponía que muchas personas podían jugarlos de inmediato en sus dispositivos móviles, lo que revitalizó su presencia y los reintrodujo a una audiencia más amplia.
A pesar de su éxito comercial, los juegos de emparejar fichas a menudo son considerados de menor estatus entre los entusiastas de los videojuegos, llegando al punto en que algunos críticos aconsejan a los jugadores que no se avergüencen de disfrutarlos. Esta percepción podría deberse a la opinión de que hay una saturación de juegos en este género, con diferencias mínimas entre ellos. Además, como juegos casuales, los juegos de emparejar fichas están diseñados para ser accesibles y fáciles de jugar, lo cual puede entrar en conflicto con la tradicional percepción de los videojuegos que exige que sean desafiantes y exigentes. 

## Complejidad computacional
Los juegos de combinar tres son NP difíciles cuando se generalizan a un {\displaystyle n\times n} campo de juego y se juega de manera que el jugador conozca de antemano todas las fichas que aparecerán, sin que exista ninguna posibilidad aleatoria. 